# Slaget vid Kadesh
Slaget vid Kadesh var ett fältslag som utkämpades cirka 1274 f.Kr. vid Orontesfloden nära staden Kadesh. Slaget stod mellan de egyptiska trupperna ledda av farao Ramses II och de hettitiska under kung Muwatalli II. Slaget är tillsammans med slaget vid Megiddo ett av de tidigaste slagen som beskrivs i någorlunda detalj och tros även ha varit det största stridsvagnsslaget i historien med totalt cirka 5000 stridsvagnar i strid.

## Förlopp

### Bakgrund
Efter att Hyksos-folken drivits ut ur Egypten 1550 f.Kr., hade det av Egyptier styrda "nya riket" blivit mer aggressivt när det gällde att ta kontroll över sina gränsområden. Thutmosis I, Thutmosis III och dennes son och medregent Amenhotep II stred samtliga i Mellanöstern i konflikter från Megiddo norrut till Orontesfloden och riket Kadesh. 
Många av kampanjerna mellan 1400 och 1300 f.Kr. visar på en kontinuerlig destabilisering av området Djahy (södra Kanaan) med uppror och oroligheter och vid Thutmosis IV och Amenhotep III:s tid som farao verkar det Egyptiska inflytandet i området sakta gå förlorat och Mittaniriket började istället fylla det maktvakuum Egypterna lämnat bakom sig. Mot slutet av den 18:e dynastin under Akhenaten målar Amarnabreven upp bilden av ett konfliktfyllt Kanaan som nästan övergivits av egypterna och vars sista lojala vasallers böner om hjälp faller på dövörat. Horemheb som var dynastins sista konung skulle dock vända på trenden och han utförde kampanjer i området som sakta började falla tillbaka till Egypten.
Faraonerna Ramses I och dennes son Seti I ur den 19:de dynastin var båda krigarkungar som drömde om att återföra det Egyptiska riket till de gränser det haft under de Thutmosiska kungarna nästan ett århundrade tidigare. Seti (1290–1279 f.Kr.) var den som skulle möta störst framgång och med en arme på cirka 20 000 man drog han in i Kanaan och återupprättade de gamla övergivna utposterna och militärstäderna i området. Han slöt en informell fred med Hettiterna och erövrade sedan stora delar av den östra Medelhavskusten innan han säkrade resterande Kanaan. Under sin andra kampanj intog han Kadesh och kuvade sedan Amurruriket som tidigare varit egyptiskt vasallkungadöme. I Kadesh lät Seti resa en segerstele och det verkar som att Ramses II var med sin far under kampanjen.
Mellan Seti I:s andra kampanj och Ramses II:s övertagande av tronen verkar både Kadesh och Amurru ha fallit tillbaka till det Hettitiska imperiet. Det är möjligt att segern över Amurru aldrig var total och att de därmed aldrig slutade vara hettitiskt vasallkungadöme men Kadesh verkar åtminstone ha återtagits av hettiterna. Den direkta föregångaren till slaget vid Kadesh var därmed Ramses första syriska kampanj under hans fjärde år på tronen. Kampanjen inriktade sig på att återta Amurru och sannolikt testa den hettitiska arméns vilja att försvara sina vasallstater. Kampanjen var lyckad och Amurru erövrades än en gång av egypterna utan alltför stora problem med hettiterna. Så snart Ramses lämnade området föll Amurru dock än en gång till det Hettitiska imperiet. Ramses beslutade sig för att utföra ännu en kampanj mot området, denna gång mot staden Kadesh, men erövrandet av Amurru hade även get hettiterna själva casus belli för att marschera söderut och möta den egyptiska armén.

### Vägen till slaget
Det var Ramses femte år på tronen och han hade förberett krig mot hettiterriket. Armén delades upp i fyra kolonner om vardera 2 000–4 000 man döpta efter egyptiska gudar (Amun, Re (eller Ra), Seth och den nya otestade Path), sannolikt med cirka 500 stridsvagnar per kolonn. Ramses drog upp längs den östra sidan om Orontes med de fyra kolonnerna medan en styrka av Ne'arin (Kanaanitiska allierade och/eller Egyptier) förberedde sig för att marschera från hamnstaden Sumur i Amurrukungadömet. Ramses hade placerat dessa trupper här för att hålla hamnstaden när han drog sig tillbaka från sin första kampanj, dessa understöddes även av nyanlända trupper från Egypten och skulle komma att spela en avgörande roll i slaget. Att tillägga var även att Ramses livgarde innehöll en division av Sherdenfolkets krigare. Detta sjöfolk hade besegrats av Ramses några år tidigare och var ökända sjömän och plundrare. Planen var att med en kniptångsmanöver inta fästningen Kadesh. 
Muwatalli II hade även han förberett sig väl för att bemöta den egyptiska armén. Utöver sina Hettitiska trupper hade han tagit med sig soldater från 19 allierade stater, däribland trupper från Aleppo ledda av sin egen kung Rimisharrinaa. Utöver dessa ingick även inhyrda krigare från de nomadiska Shasustammarna i den Hettitiska armén. Muwatalli anlände till Kadesh och lägrade "bakom Kadesh".
Ramses var ung, men rädd för strid var han inte. Tvärtom var anledningen till att inta just Kadesh, en gränsstad mellan de två antagonisterna och platsen där den hettitiska armén förmodades befinna sig, att kunna använda staden för framtida kampanjer in i Syrien. Marschen mot Kadesh gick dock långsamt, och två av de fyra kolonnerna kom efter de två andra. Avståndet mellan dem var runt en mil, nästan en dagsmarsch i den ökenlika terrängen. Ramses beskriver vandringen som följande i två inskriptioner, den ena kallad "dikten" och den andra "bulletinen":
Dikten: "Och så, när hans höghet förberett sitt infanteri, sina stridsvagnar och sina tillfångatagna Sherden,... I år 5, andra månaden av den tredje säsongen på nionde dagen passerade han fortet Sile (gränsfortet till Kanaan)... Hans infanteri gick genom de smala bergspassen som om de var Egyptens vägar. Nu efter att dagar passerat efter detta nådde han Ramses Meri-Amon, staden i Cederdalen. Hans majestät fortsatte norrut och nådde Kadesh bergskedja. Sedan fortsatte han framåt och korsade vadstället vid Orontesfloden med den första Amun kolonnen. Hans majestät nådde Kadesh med Amun kolonnen bakom sig, Re kolonnen korsade floden vid ett område söder om Shabtuna en iter från där hans majestät var, Path kolonnen var söder om Arnaim och Set kolonnen marcherade längsmed vägen." Längsmed marschen hade kolonnerna Orontesfloden på sin högra sida efter att de korsat den.
Bulletinen: "År 5, tredje månaden i tredje säsongen, dag nio, under hans majestät Ramses II ... Härskaren fortsatte norrut och hans majestät kom till området söder om Shabtuna."
När Ramses var cirka 11 kilometer från Kadesh, söder om Shabtuna, mötte hans armé två Shasu-nomader. Dessa informerade Ramses om att hettiternas konung var "I Aleppos land, norr om Tunip" vilket var 200 kilometer från den plats där Ramses befann sig. Shasu-nomaderna sa även att Muwatalli var "alltför rädd för faraon för att komma söderut". Ramses gav nu order om att slå läger för att invänta resten av sin armé i lugn och ro. De egyptiska källorna kom senare att nämna att Shasu-nomadernas berättelse var ett trick för att "Hindra hans majestäts armé från att göra sig redo att möta det hettitiska anfallet".  Strax efter att lägret satts upp kom en egyptisk spejare till platsen med två hettitiska fångar. Skrifterna säger följande:
"När de togs till farao frågade hans majestät dem "vilka är ni?" och de svarade "Vi tillhör Hettiternas konung, han har skickat oss för att spionera på dig". hans majestät svarade då "Var är han, fienden från Hatti? Jag har hört att han är i Aleppos land." De av Tunip (Hettiterna) svarade då "Vet, kungen av Hatti är redan här, tillsammans med många länder som stödjer honom ... De är beväpnade med sitt infanteri och sina stridsvagnar. De är redo med sina vapen. De är fler än sandkornen på en strand. Se, de står rustade och redo bakom den gamla staden Kadesh."

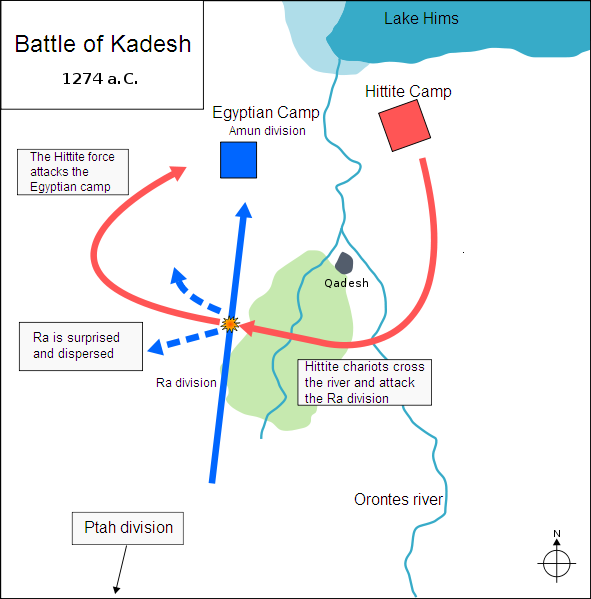
De hettitiska stridsvagnarna anfaller Re-kolonnen

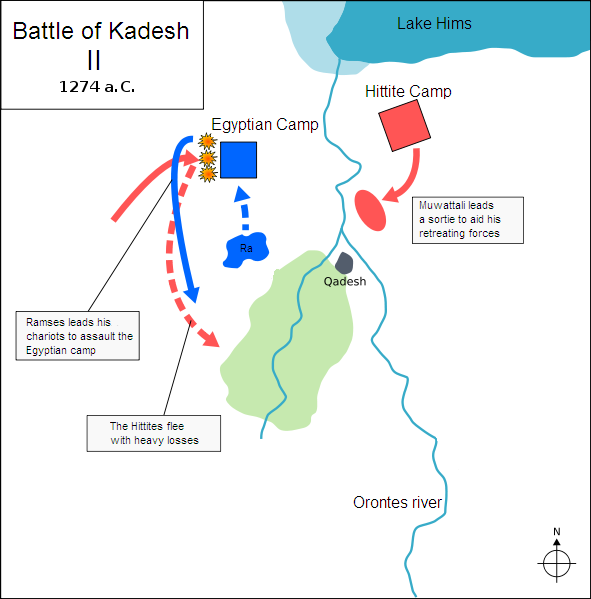
Ramses motanfall

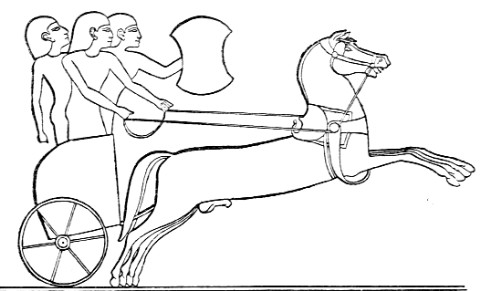
Hettitisk stridsvagn.

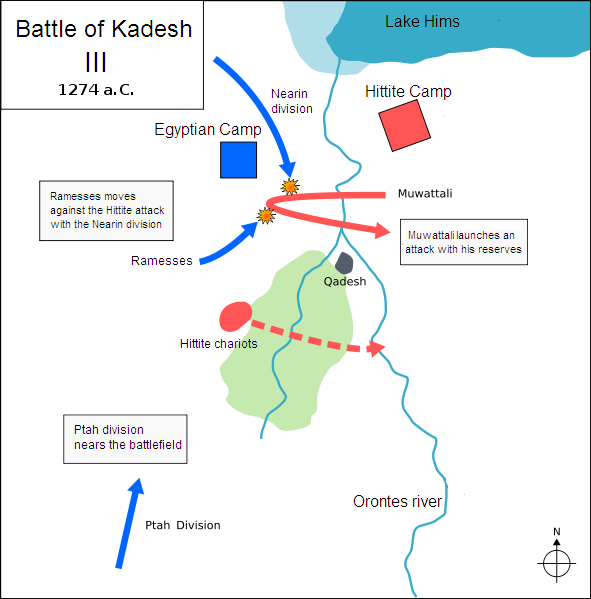
Slagets slutskede.

### Slaget
Efter att ha informerats om att den hettitiska armén inte alls var i Aleppo utan väldigt nära samlade Ramses sina guvernörer och officerare för att utreda hur det kom sig att ingen tagit reda på vart Muwatallis armé faktiskt befann sig. Ramses som nu var ensam med Amun-divisionen insåg faran som hotade och han sände sin visir för att skynda på Path och Set divisionerna som fortfarande var långt bort. Re-divisionen började dock närma sig det egyptiska lägret.
Medan Ramses diskuterade med prinsarna korsade den Hettitiska arméns stridsvagnar Oronesfloden och genomförde ett överraskande och förödande anfall rätt in i mitten av den oförberedda Re-kolonnens högra sida. Re-kolonnen som var helt utlämnade till hettiternas stridsvagnar på det öppna fältet spreds i alla riktningar med vissa flyendes norrut mot Amun-divisionens läger.
De hettitiska stridsvagnarna drog västerut för att sedan göra en halvcirkel och anfalla det egyptiska lägret från sydväst. Amun-divisionen hade nu ställt upp sig för strid men stridsvagnarna drog rätt igenom deras sköldmur vilket skapade panik i leden. Dock började styrkan i det Hettitiska anfallet nu att avta. Ökat motstånd samt alla de hinder som fanns inne i själva lägret tvingade stridsvagnarna att sakta ned och vissa dog i krockar. I de egyptiska källorna beskriver Ramses hur han var helt övergiven och omringad av fiender " Ingen officer var med mig, ingen körsven, ingen soldat och ingen sköldbärare". Ramses lyckades dock ta sig tillbaka till sina egna trupper. De drog sig tillbaka en bit innan de började utföra motanfall mot de hettitiska soldaterna. Med sitt personliga livgarde, sina kvarvarande stridsvagnar samt resterna av Amun och Re divisionerna gjorde Ramses anfall efter anfall mot den hettitiska armén och stred för sitt liv.
Stora delar av de Hettitiska styrkorna hade nu börjat plundra det egyptiska lägret då de trodde att egyptierna redan flytt. Detta gjorde dem till lätta offer för Ramses motanfall. Det plötsliga motanfallet drev hettiterna på flykten och de flydde i sina stridsvagnar mot Orontesfloden. De hettitiska stridsvagnarna, byggda för en körsven och två soldater var större och tyngre än de egyptiska stridsvagnarna byggda för en körsven och en soldat. De egyptiska stridsvagnarna hann därmed ikapp de hettitiska stridsvagnarna och kunde börja besegra dem en och en bakifrån.
Trots den plötsliga vändningen hade Muwatalli fortfarande stora reserver av både stridsvagnar och infanteri plus staden Kadesh med sina murar. När han såg sina stridsvagnar nå floden i flykt satte han in 1000 stridsvagnar till mot egyptierna som än en gång tvingades fly tillbaka förbi den höjd där det egyptiska lägret låg. När de hettitiska stridsvagnarna närmade sig dök dock Ne'arin styrkan upp på slagfältet. De hade marscherat från Sumur och dök upp från norr i rättan tid. Hettiterna vände för att möta upp detta nya hot som uppstått samtidigt som de stred mot faraon. Striderna pågick ett tag och sedan kom Path divisionen till platsen. Path divisionen kom söderifrån och fann sig bakom de hettitiska stridsvagnarna som var upptagna med Amun/Re divisionen i väst och Ne'arin styrkan i norr. Efter sex anfall från de olika egyptiska divisionerna var hettiterstyrkan nästan helt omringade och fasttvingade mot Orontesfloden. De som inte redan dräpts eller tillfångatagits tvingades överge sina stridsvagnar och simma över floden. Egyptiska källor berättar att de "simmade snabbt som krokodiler" samt att många drunknade.
Det råder ingen samstämmighet om hur slaget slutade. Åsikter varierar mellan egyptisk seger, oavgjort samt enligt den iranske egyptologen Mehdi Yarahmadi, egyptisk förlust (med egyptiska källor som enbart propaganda). Vad som är fastställt är dock att hettiterna tvingades retirera och att egypterna aldrig belägrade Kadesh.

### Efterspel
Ramses insåg efter slaget att det var logistiskt omöjligt för honom att nu belägra Kadesh. Han samlade sina trupper och begav sig tillbaka till Damaskus för att sedan återvända till Egypten där han förklarade sig som segrare vid slaget då fienden tvingats retirera för honom. Trots att han inte ens försökt erövra Kadesh samt att han förlorat en stor del av sin armé skulle slaget kunna ses som en personlig seger för den unge faraon. Trots att han hamnat i ett förkrossande bakhåll hade han lyckats få ordning på sina trupper och de hade drivit tillbaka fienden utan att faraon varken dräptes eller tillfångatogs. Han hade dessutom bevisat att de mindre, snabbare egyptiska krigsvagnarna var överlägsna de större vagnar som hettitierna använde sig av. 
I de hettitiska källorna målas dock en annan bild upp. De nämner att det var en tuktad Ramses som drog sig tillbaka från Kadesh i nederlag. Moderna historiker menar att rent praktiskt slutade slaget oavgjort då ingen sida uppnådde sitt egentliga mål. Hettiterna krossade inte den egyptiska armén och de tillfångatog/dräpte inte faraon och egypterna lyckades inte inta Kadesh och Ramses tvingades avbryta sin kampanj. Direkt efter slaget kom Muwatalli II att erövra flera områden från egyptierna ända till Upi som han gav till sin bror, den framtida kungen, Hattusili III. Dock var slaget en vändpunkt för den egyptiska armén som utvecklade nya teknologier och rustade om.
Åren efter slaget tvingades Ramses II genomföra flera kampanjer mot Kanaan som nu stod i uppror mot honom, sannolikt uppmuntrade av hettiterna. Under sitt åttonde och nionde år var han dock redo att anfalla hettiterna igen. Denna gång var hans anfall mer lyckat och faraon erövrade Dapur och Tunip vilket var det nordligaste egyptiska soldater varit sedan Thutmosis III:s tid 120 år tidigare. Ramses nya segrar visade sig dock fruktlösa och de områden han erövrat föll snabbt tillbaka till hettiterna så fort han lämnade dem. Under sitt tionde år gjorde han ett nytt försök och den egyptiska armén erövrade än en gång Dapur. Men även denna gång föll staden tillbaka till hettiterna innan året var över. Efter det var det stillestånd vid gränsen mellan egypterna och hettiterna och ingen av arméerna var kapabel att besegra den andra. År 1258 f.Kr., (femton år efter Kadesh och Ramses 21 år som farao) kunde ett fredsavtal slutligen skrivas mellan egyptierna under Ramses II och hettiterna under deras nya konung Hattusili III. Gränskonflikten var därmed slut och inga fler egyptiska kampanjer mot hettitiska områden kom att startas eller vice versa. 
En kopia av fredsfördraget, ett av de första internationella fredsavtalen, hänger i förstorad version på FN:s högkvarter.

### Egyptiska relief
På flera egyptiska relief som förekommer i olika tempel framställs Ramses II som slagets vinnare. Ofta visas guden Amon som en hjälpare under slaget.

## Galleri

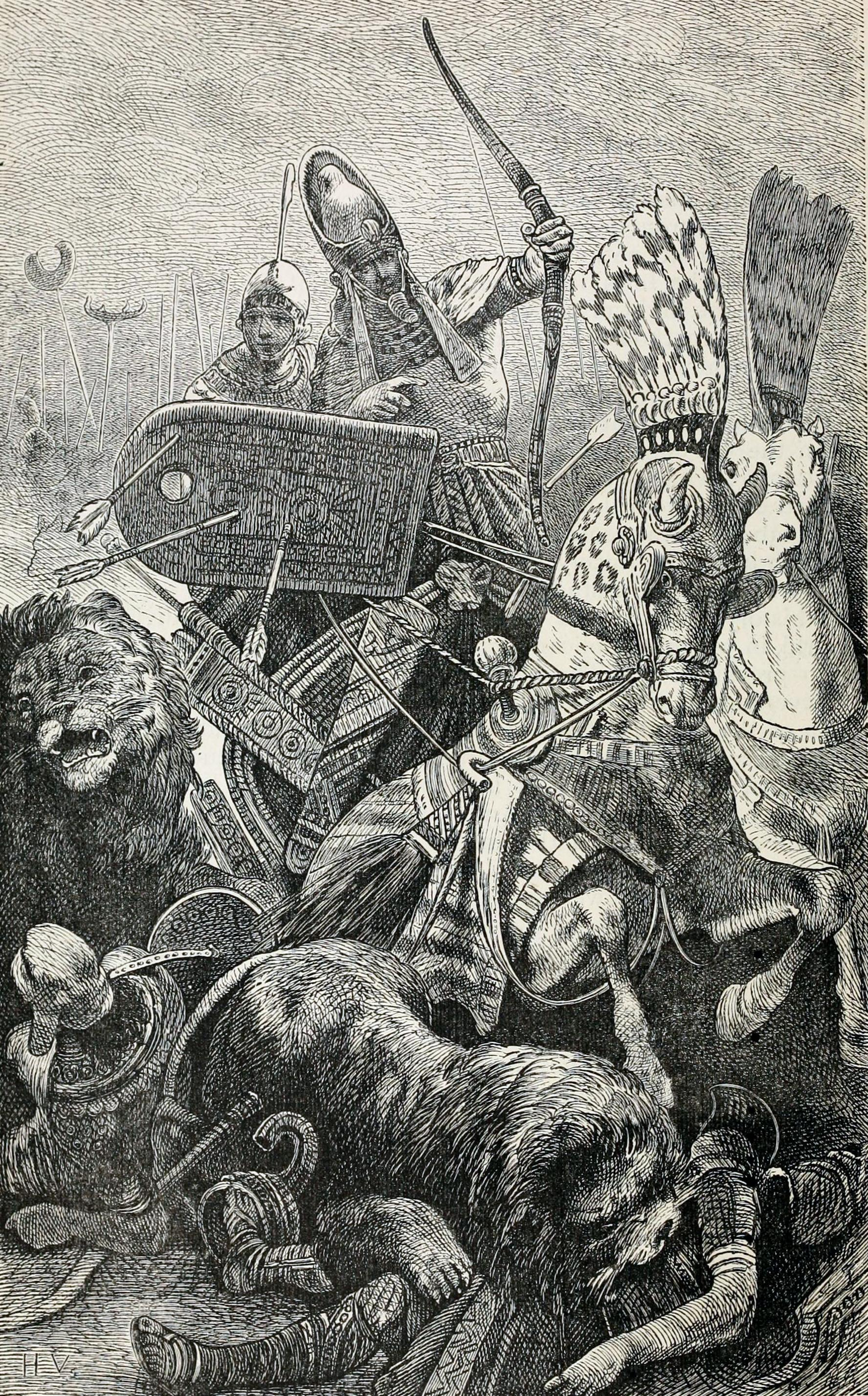
Ramses II i slaget vid Kadesh
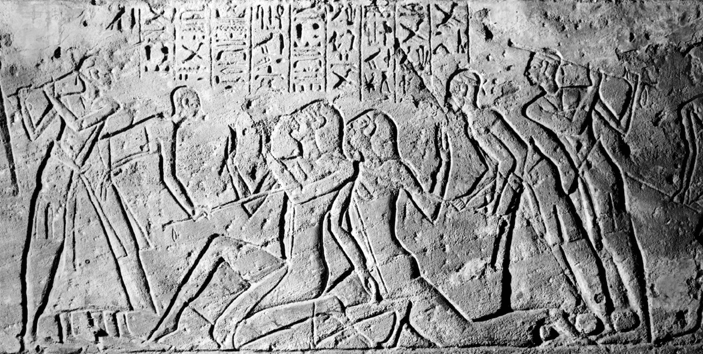
Shasu-spioner blir slagna av Egypterna
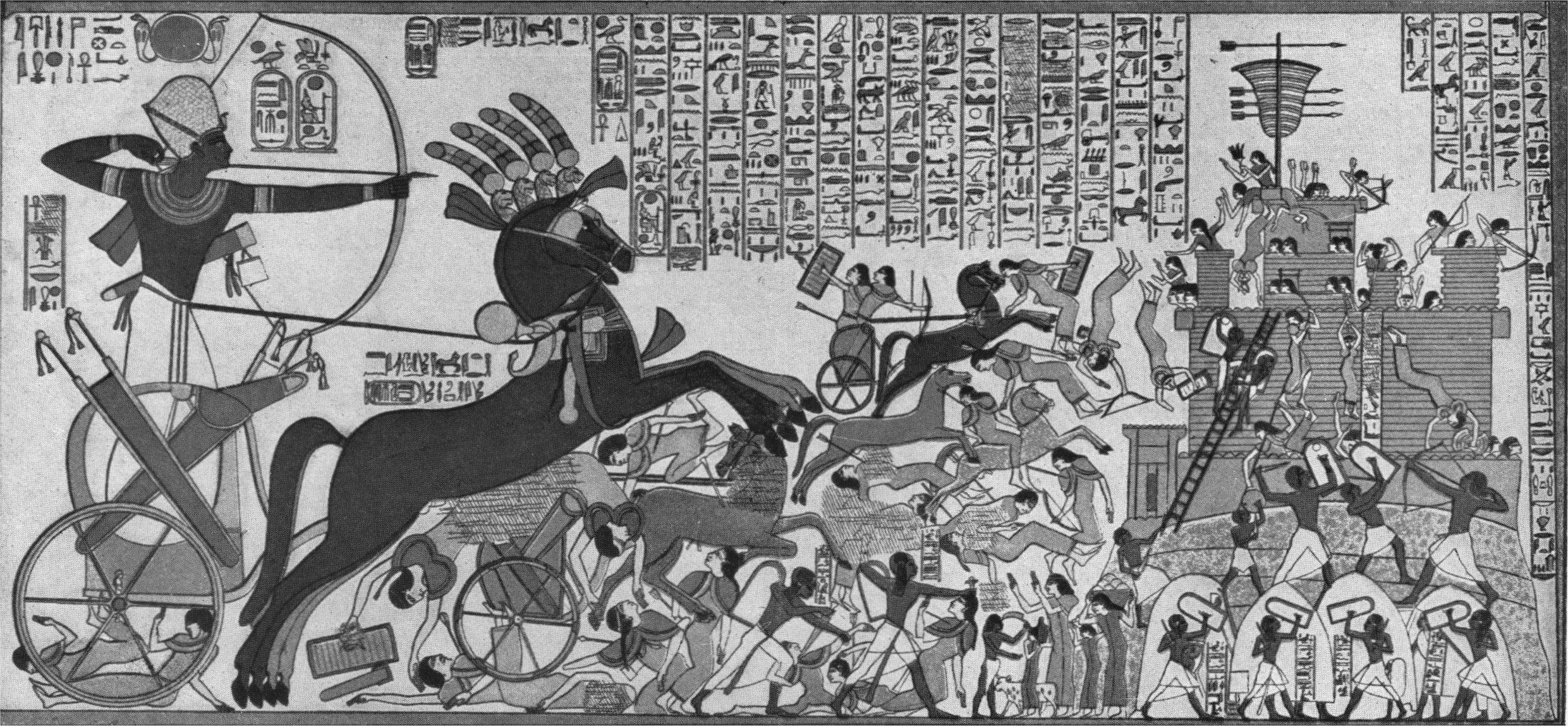
Ramses II vid belägringen av Dapur i en av hans senare kampanjer.
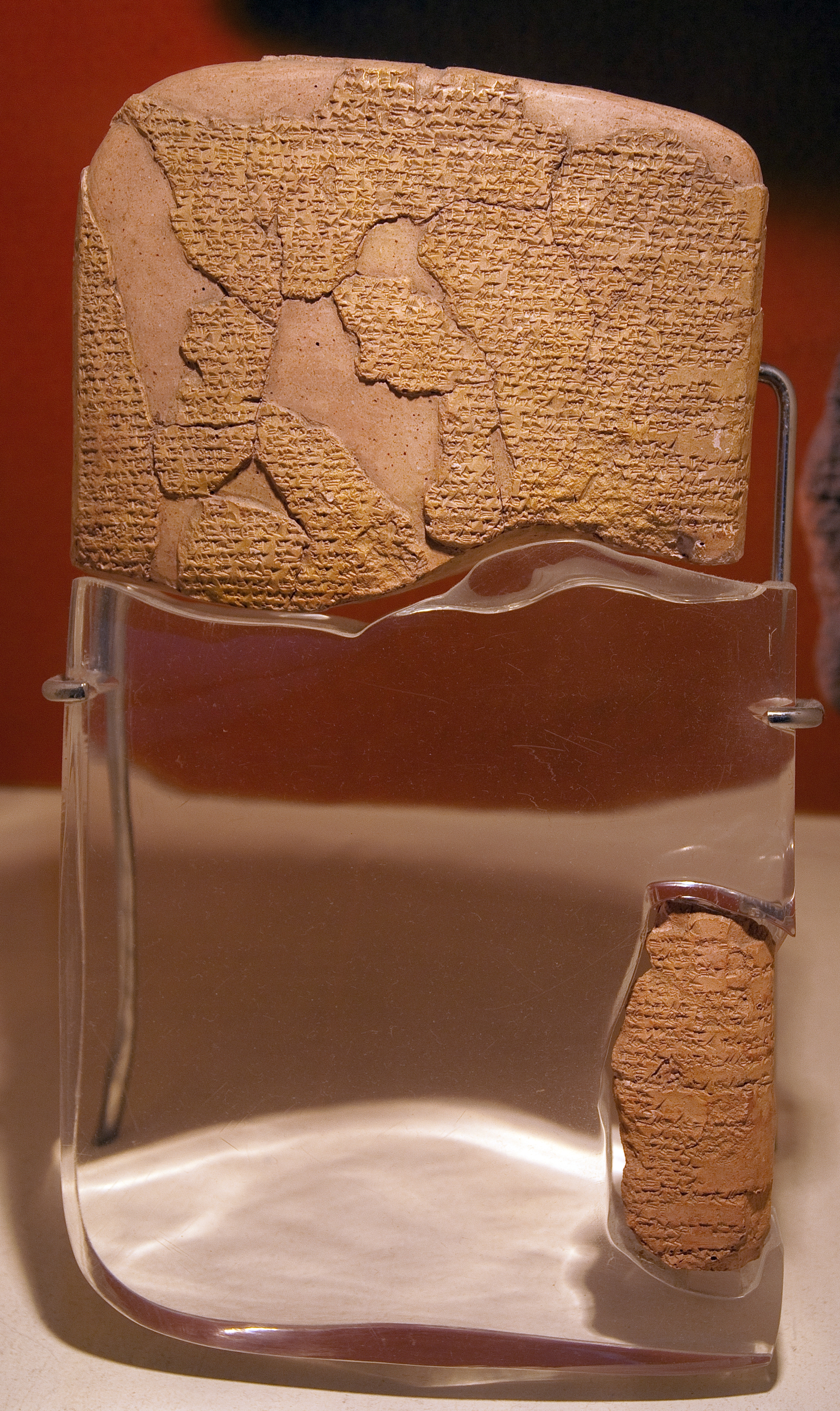
Det hettiter-egyptiska fredsavtalet, finns på Istanbuls arkeologiska museum.